# 몽골 국제 대학교
몽골 국제 대학교(Mongolia International University; MIU)는 몽골 울란바타르에 위치한 사립대학이다. MIU는 몽골 교육부로부터 인가를 받았으며, 몽골 정부로부터 부지를 기증 받아 건립되었다. MIU의 모든 수업은 영어로 진행되고 있다.
이 학교의 설립자이자 현 총장인 권오문총장은 1993년 몽골에 입국하여 영세민 자녀들과 가출아동들을 위한 초중고교를 설립하는 등 다양한 NGO 활동을 벌여왔다. 권오문 총장은 몽골 정부로부터 우수한 인재를 양성하는 국제형 대학을 세워 달라는 요청을 받고 글로벌 리더쉽 양성을 목표로 하는 대학을 설립하였다.
현재 한국, 미국, 캐나다, 영국, 인도 등 세계 10여 개국으로부터 온 90% 이상의 교수진이 외국인들로 구성되어 있다.

## 역사
2001년 11월, MIU 재단 이사회는 몽골의 전 대통령인 나차긴 바가반디(Bagabandi)의 허가를 받아 몽골의 국제 대학교를 세웠다. 2002년 9월, 국제경영학과(IM)와 정보통신학과(IT) 66명의 신입생들과 함께 수업이 시작되었다. MIU의 초대 총장으로는 원동연 박사가 추대되었다.
2006년 6월, MIU는 첫 졸업식을 거행하였다. 2006년에 초대 총장인 원동연 박사가 명예 총장으로 추대되고 권오문 당시 부총장이 2대 총장으로 추대되었다.

## 생활
2010년 기준으로 3개 동의 수업용 건물과 약 100여 명 이상의 수용능력을 갖춘 기숙사를 운영하고 있다. 2개 동의 기숙사는 학교로부터 도보 15분 거리의 별도 위치하고 있다. 설립 당시, 몽골정부가 요구한 조건에 몽골인 교수를 채용하지 않는 것이 포함되어 있어서 지원을 제외하고는 거의 모든 교수가 한국인, 미국인 등으로 구성되어 있다. 
학교에서의 수업 및 모든 공식 문서는 영어를 사용한다.

## 교무
학부 과정은 다음과 같다.

### 학사
- 국제관계학과(International Relations)
- 국제경영학과(International Business Management)

- 호텔경영학과(Hotel & Restaurant Management)
- 관광경영학과(Tourism Management)
- 정보통신학과 (Information Technology)
- 생명공학 & 식품공학과 (Biotechnology & Food Science)
- 에너지자원환경공학과(Energy Resource & Environment Technology)
- 언론미디어학과(Media & Communication)
- 영어교육학과 (English Education)
- 패션디자인학과 (Fashion Design)
- 음악교육학과(Music Education)

### 대학원 과정
석사
- 테솔대학원 ;TESOL(Teaching English to Speakers of Other Languages)
- 행정대학원(Master of Public Administration); 2012년 9월 개원하였다. 미국의 미주리 주립대학과 공동학위과정(투루만행정대학원)으로 운영된다.

## 부설기관
- LEI (Language Education Institude): MIU의 어학원에서는 어학 교육을 담당하고 있다. 어학원에 소속되어 몽골어  및 몽골 문화 교육 센터, 배재 한국어 학교 및 기타 기관들은 학생들에게  영어, 몽골어, 한국어의 경쟁 우위를 점할 수 있는 프로그램을 제공하고 있다.
- MIU Primary School , MIU Secondary School : 몽골국제대학교의 부속 중, 고등학교

## 캠퍼스
MIU는 다문화 캠퍼스로 건립되어 현재 러시아, 중국, 대한민국, 아프가니스탄, 나이지리아 등 10개국의 1000여 명의 학생으로 구성되어 있다. 외국에서 온 학생들이 캠퍼스 전체의 약 30%를 차지하고 있다.

## 연구소
- 자원 및 에너지 연구센터
- 아시아 바이오 자원 연구 센터
- 예술 연구 센터
- 징기스칸 리더쉽 센터